# 1995 DB2
1995 DB2, também escrito como 1995 DB2, é um objeto transnetuniano (TNO) que está localizado no cinturão de Kuiper, uma região do Sistema Solar. Ele é classificado como um cubewano. Ele possui uma magnitude absoluta (H) de 7,6 e, tem um diâmetro estimado com cerca de 133 km, por isso é pouco provável que possa ser classificado como um planeta anão, devido ao seu tamanho relativamente pequeno.

## Descoberta
1995 DB2 foi descoberto no dia 24 de fevereiro de 1995 pelos astrônomos D. C. Jewitt e J. X. Luu.

## Órbita
A órbita de 1995 DB2 tem uma excentricidade de 0.113 e possui um semieixo maior de 46.666 UA. O seu periélio leva o mesmo a uma distância de 40.161 UA em relação ao Sol e seu afélio a 53.170.